# 치마쿰어족
치마쿰어족(Chimakuan)은 미국 워싱턴주 북서부의 올림픽반도에서 쓰이던 두 언어로 이루어진 사멸한 어족이다. 치마쿰족(Chimakum), 퀼류트족(Quileute), 호흐족(Hoh) 부족들이 사용했다. 모산 언어동조대의 일부로서 주변 언어들과 유사한 음운론적 특징을 가지고 있는데, 특히 소속 언어인 퀼류트어는 비음이 없는 언어로 유명하다.

## 분포
치마쿰어족 언어들은 한때 워싱턴 서부 지역에 널리 분포되어 있다가 해안 세일리시족의 확장 이후 올림픽반도로 밀려났을 가능성이 높아 보인다. 민족학자 조지 깁스(George Gibbs)는 1877년 쓴 보고서에서 치마쿰족이 한때 니스퀄리강(Nisqually)과 카울리츠강(Cowlitz)의 상류 지역에 살았다는 이야기를 들었다고 전한다. 또한 퀼류트족의 구전 역사는 그들이 과거 치마쿰족과 서로 이웃해 있었다고 시사한다.
치마쿰어는 올림픽반도 동부의 포트타운전드(Port Townsend)와 후드 운하(Hood Canal) 사이 지역에서 사용되었다가 1940년대에 사멸했다. 치마쿰(Chemakum)이라는 이름은 이 민족을 가리키는 세일리시어 명칭이 영어화된 것이다. (트와나어 čə́bqəb [t͡ʃə́bqəb] 또는 [t͡ʃə́mqəm] 등.)
퀼류트어는 올림픽반도 서부 해안의 플래터리곶 남쪽, 곧 라푸시(La Push)나 호강(Hoh River) 하류에서 사용되었다. 20세기 말까지 퀼류트족이나 마카족(Makah)의 소수 노인들이 모어로 사용하였으나 21세기 초까지는 사멸하였다. 퀼류트(Quileute)라는 이름은 라푸시 지역의 마을 이름인 kʷoʔlí·yot에서 유래했다.

## 같이 보기
- 와카시어족
- 세일리시어족